# مقاطعة روكلاند (نيويورك)
مقاطعة روكلاند (بالإنجليزية: Rockland County)‏ هي إحدى المقاطعات في ولاية نيويورك في الولايات المتحدة الأمريكية.

## معرض صور

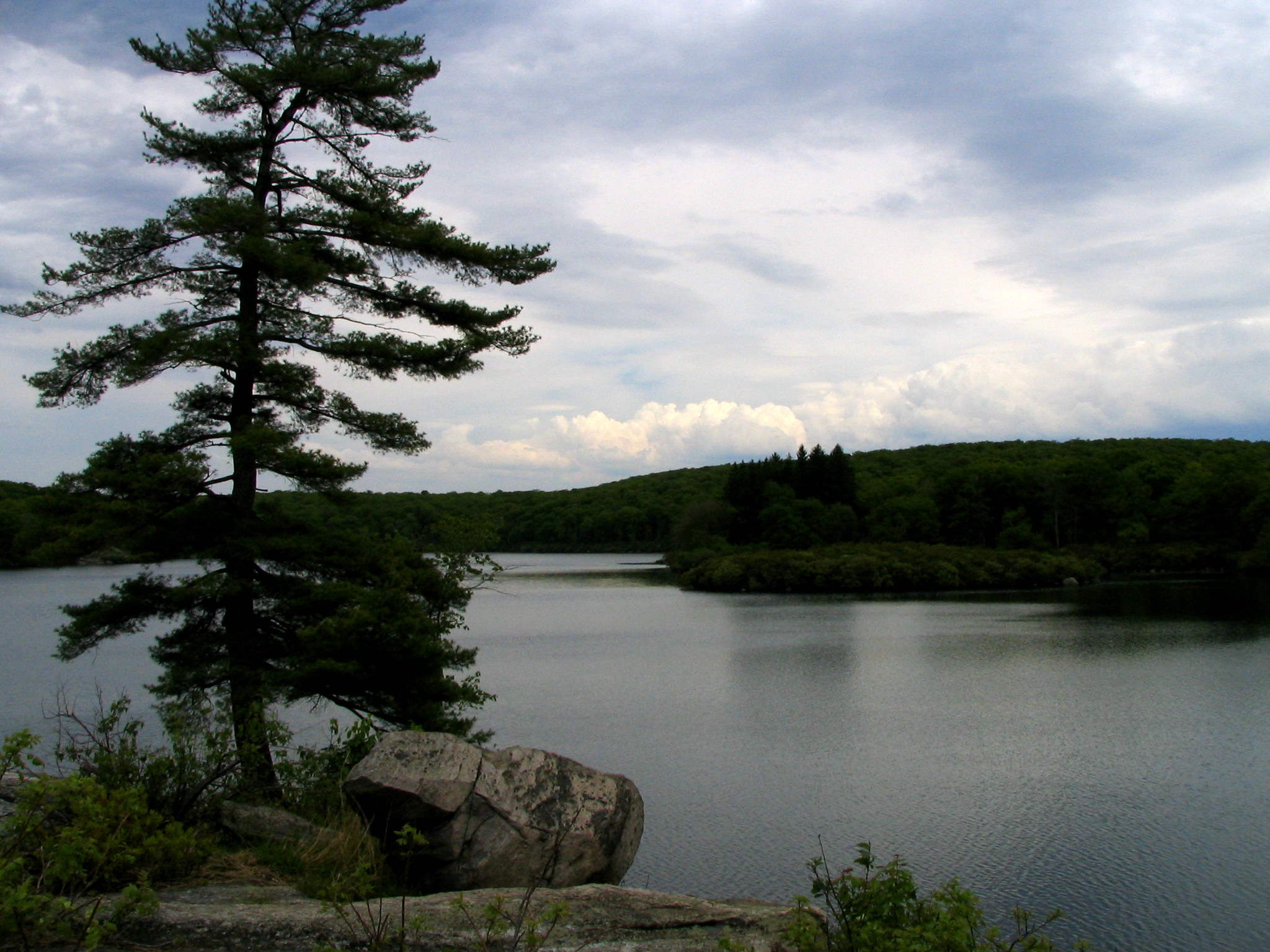
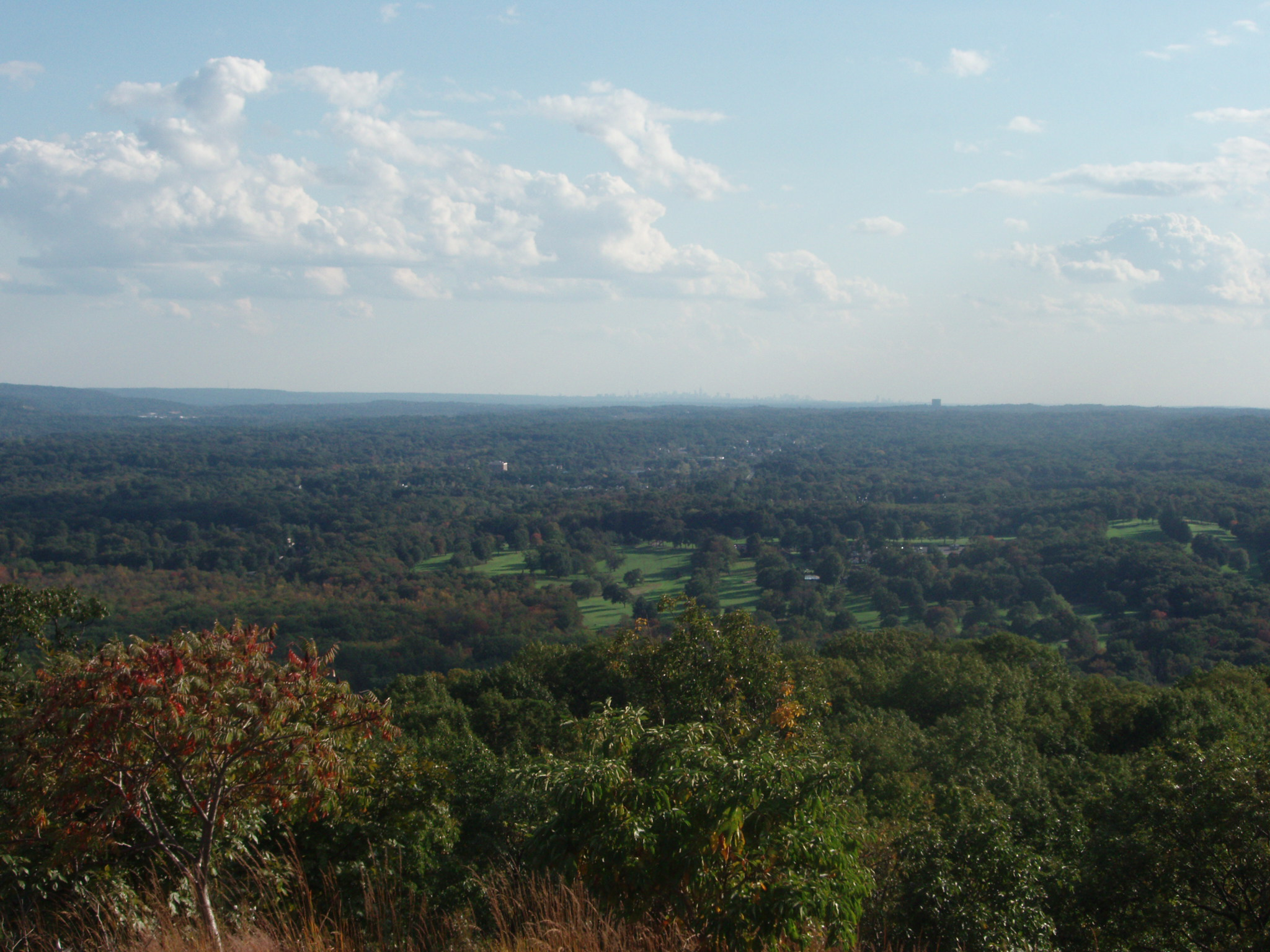
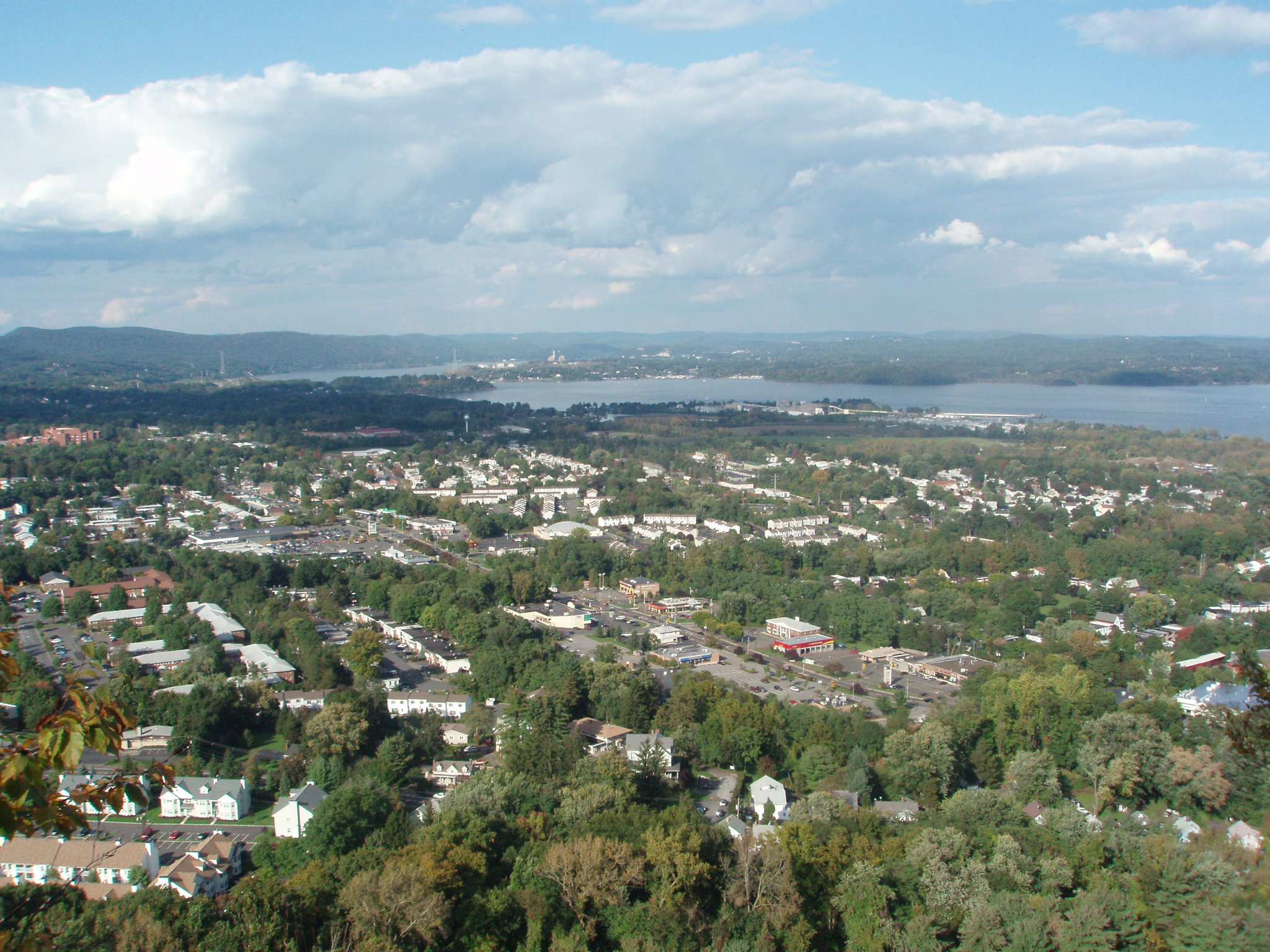

## أعلام
- راي هايندورف
- جيم دونغان
- شيرمان س. بيشوب